# Мулай Гішам
Мулай Гішам (араб. هشام بن محمد; д/н — 25 липня 1799) — 12-й султан Марокко з династії Алауїтів в 1790—1797 роках (з невеличкою перервою).

## Життєпис
Син султана Мухаммеда III. Про дату народження і молоді роки обмаль відомостей. Ймовірно, ще за часів батька призначається намісником Марракешу і каліфа (представником султана) на півдні держави.
У квітні 1790 року після смерті батька й сходження на трон брата Язіда зберіг свої посади. Втім крута й необачна внутрішня політика останнього спричинила загальне невдоволення й збурення. В результаті 10 грудня 1790 року Гішама проголосили султаном. Протягом 1791 року боровся проти Язіда, який також мусив протистояти іншому братові — Сулейману.
У лютому 1792 року в битві біля Марракешу (в місцині Закура) Гішам завдав аль-Язіду рішучої поразки, невдовзі той помер. Але брат Сулейман захопив владу в Фесі і Мекнесі, де оголосив себе султаном. Інший брат Абд ар-Рахман повстав у тафілальті, згодом захопив Сус. Ще один брат Маслама захопив владу в Ер-Рифі та Уджді. В Сафі отаборився брат Хусейн.
Втім невдовзі Гішам розчарував своїх прихильників браком рішучості, державного хисту та наполегливості. Також султан відновив податок мукус (на внутрішню і зовнішню торгівлю), чим відвернув від себе заможних містян. Ще більший спротив міст спричинило здирництво над пашею Ес-Сувейри.
1793 року призначив сина Мухаммеда аль-Мамуна своїм каліфою в Марракеші. Не витримавши тривалого протистояння з братами, у лютому 1795 року Гішам зрікся трону. Втім у жовтні того ж року під тиском супротивників Сулеймана знову оголосив себе султаном. Слідом за цим вступив у тафілаль і Сус, де на той час помер брат Абд ар-Рахман. Разом з тим Маслама відмовився укласти з Гішамом союз проти Сулеймана. Зрештою 29 листопада 1797 року остаточно зрікся трону. Помер 1799 року в Марракеші під час епідемії чуми.